# Logis de Bouchereau
Le logis de Bouchereau (ou Bourg-Charreau) est situé à Macqueville en Charente-Maritime.

## Historique
L'immeuble est inscrit au titre des monuments historiques par arrêté du 14 avril 1997.